# Flataloides simulans
Flataloides simulans är en insektsart som först beskrevs av Schmidt 1904.  Flataloides simulans ingår i släktet Flataloides och familjen Flatidae. Inga underarter finns listade i Catalogue of Life.